# Коряк Дмитро Володимирович
Дмитро́ Володи́мирович Коряк (нар. 25 квітня 1989, Миргород — пом. 11 лютого 2015, Саханка) — український громадський та військовий діяч. Вояк бригади НГУ «Азов», позивний «Брат».

## Життєпис
Дмитро народився в Миргороді Полтавської області. 1996—2006 роках навчався у місцевій спеціалізованій школі І-ІІІ ступенів № 5.
2011 року закінчив електромеханічний факультет ПНТУ ім. Юрія Кондратюка за спеціальністю «технологія машинобудування».
Із 2010-го і по грудень 2013 року працював на будівництві.
З 3 грудня 2013-го року і до кінця Революції гідності перебував у Києві на Майдані, зокрема під час трагічних подій на Банковій та Інститутській. Був учасником Полтавського Майдану.
З лютого 2014 року був прихильником ВО «Свобода». Здійснював агітаційну роботу разом зі свободівцями під час президентських виборів 2014-го року. Неодноразово брав участь у громадських акціях.
Із березня 2014 року очолював Полтавську Самооборону Майдану.
Із серпня 2014 року увійшов до лав добровольців полку спеціального призначення «Азов». Загинув від осколкових поранень отриманих 11 лютого 2015 року під час штурму ворожого блокпосту поблизу села Саханка Новоазовського району Донецької області. За кілька днів до загибелі було записане його інтерв'ю для документального проекту Вавилон'13.

## Вшанування пам'яті
13 лютого 2015 року на вшанування загибелі Дмитра Коряка в Миргороді оголошено Днем жалоби.

15 липня 2015 року відкрито пам'ятну дошку на фасаді ПНТУ колишньому студенту цього навчального закладу Дмитру Коряку, його ім'я та біографія занесені до університетської книги пошани..
Йому присвячено книгу-реквієм «Дорога в безсмертя: Дмитро Коряк» (впорядниця Надія Гринь).
У місті Полтава вулицю Червоноармійську перейменували на вулицю Дмитра Коряка

## Нагороди
- нагороджений орденом «За мужність» III ступеня (25.3.2015)[6]